# John Adam Hugo
John Adam Hugo (Connecticut, 1873-1945) fue un compositor estadounidense.
Estudió en el Conservatorio de Stuttgart, y se dio a conocer como pianista por toda Alemania, Inglaterra e Italia, devolviendo a los Estados Unidos en 1899. Ese mismo año fue nombrado profesor de piano del Conservatorio de Baltimore, y desde 1906 se dedicó a la enseñanza particular en esta ciudad.
Entre sus composiciones figuran las óperas The Heros of Byzanz y The Temple Dancer; una sinfonía, dos conciertos y otras muchas piezas para piano y melodías vocales.